# Чёртово (Татарстан)
Чёртово — деревня в Пестречинском районе Татарстана. Входит в состав Белкинского сельского поселения.

## География
Находится в северо-западной части Татарстана на расстоянии приблизительно 20 км на север-северо-восток по прямой от районного центра села Пестрецы у речки Нурминка (приток Мёши).

## История
Известна с 1565—1567 годов как Пустошь Тереулова, упоминалась еще и как Тереулова.

## Население
Постоянных жителей было: в 1782 году — 23 души мужского пола, в 1859—282, в 1897—335, в 1908—360, в 1920—360, в 1926—401, в 1949—165, в 1958—148, в 1970 — 92, в 1979 — 87, в 1989 — 60, в 2002—54 (русские 98 %), 46 в 2010.